# Chironomus rhacusensis
Chironomus rhacusensis är en tvåvingeart som först beskrevs av Gabriel Strobl 1900.  Chironomus rhacusensis ingår i släktet Chironomus och familjen fjädermyggor.
Artens utbredningsområde är Kroatien. Inga underarter finns listade i Catalogue of Life.